# ラインハルト・シュワルツェンベルガー
ラインハルト・シュワルツェンベルガー（Reinhard Schwarzenberger 1977年1月7日 - ）は、オーストリアのザルツブルク州ザールフェルデン出身の元スキージャンプ選手。

## プロフィール
1994年のノルディックスキージュニア世界選手権で団体銅メダルに貢献、
スキージャンプ・ワールドカップには1994年12月30日に行われたスキージャンプ週間のオーベルストドルフ大会から出場、いきなり優勝という快挙を成し遂げた。1995年のジュニア選手権では個人団体ともに銀メダルを獲得。翌1995/1996年シーズンのジャンプ週間でもガルミッシュ＝パルテンキルヒェン大会で優勝、自己最高位の総合3位、同シーズンのワールドカップでも総合9位となった。1998年の長野オリンピック、ラムソーで行われた1999年ノルディックスキー世界選手権の団体ラージヒルで共に銅メダルを獲得した。
2007年11月に現役引退を表明、その後、インスブルック大学で経営工学を学んでいる。
ワールドカップ通算2勝（2位3回3位2回）、コンチネンタルカップでは通算8勝している。